# Olympische Winterspiele 1998/Teilnehmer (Zypern)
| Gelbes Symbol für Goldmedaillen mit stilisierten Olympischen Ringen | Graues Symbol für Silbermedaillen mit stilisierten Olympischen Ringen | Braundes Symbol für Bronzemedaillen mit stilisierten Olympischen Ringen |
| ------------------------------------------------------------------- | --------------------------------------------------------------------- | ----------------------------------------------------------------------- |
| —                                                                   | —                                                                     | —                                                                       |

Die Republik Zypern nahm an den Olympischen Winterspielen 1998 im japanischen Nagano mit einem Athleten teil.

## Flaggenträger
Der Slalomfahrer Andreas Vasili trug die Flagge Zyperns während der Eröffnungsfeier im Olympiastadion.

## Teilnehmer nach Sportarten

### Ski alpin
- Andreas Vasili
Slalom: Ausgeschieden